# Gele lis
De gele lis (Iris pseudacorus) is een plant uit de lissenfamilie (Iridaceae). Het is een 0,8-1 m hoge oeverplant van zoet, stilstaand of langzaam stromend water. De plant groeit in water dat tot zo'n 30 cm diep is. De lange, smalle bladen hebben een iets opstaande middennerf en blijven het gehele jaar groen.
De bloemen zijn van mei tot juni te zien en zijn 5-12 cm in doorsnee. De bloem heeft een groot groen schutblad, drie grote afhangende bloemdekslippen, en drie kleinere kroonbladen. Na de bloei zitten de zaden als een rolletje munten opgestapeld in driekantige zaaddozen. Ze bevatten luchtholten waardoor ze blijven drijven.

## Voorkomen
In Nederland en in iets mindere mate in Vlaanderen is de plant een bekend gezicht langs sloten en andere ondiepe waterwegen. Het aantal planten liep eind 20e eeuw in Nederland fors terug, reden waarom de plant in de lijst van wettelijk beschermde planten opgenomen is geweest.

## Ecologische aspecten
Doordat de gele lis veel voedingsstoffen uit het water opneemt, kan deze bijdragen aan het verbeteren van de waterkwaliteit.
De nectar is vrij diep weggestopt, honingbijen en hommels moeten er helemaal in kruipen om bij de nectar te komen. Als na de bloei de zaaddozen helemaal rijp zijn, rollen de bruinkleurige zaden er uit. Ze drijven over het water weg tot ze langs de oever blijven hangen en ontkiemen.
Andere planten in de omgeving zijn bijvoorbeeld de dotterbloem, kalmoes en waterzuring.
De lissnuitkever (Mononychus punctum-album) is een 3-4 mm groot kevertje dat leeft van de sappen van de gele lis. De larve van de kever leeft van en in de zaden.

## Tuinen
De gele lis kan in tuinvijvers gekweekt worden. De vijver moet daarvoor wel enige omvang hebben, anders groeit hij snel dicht. Vermeerdering kan zowel via zaadvorming als door scheuring plaatsvinden.

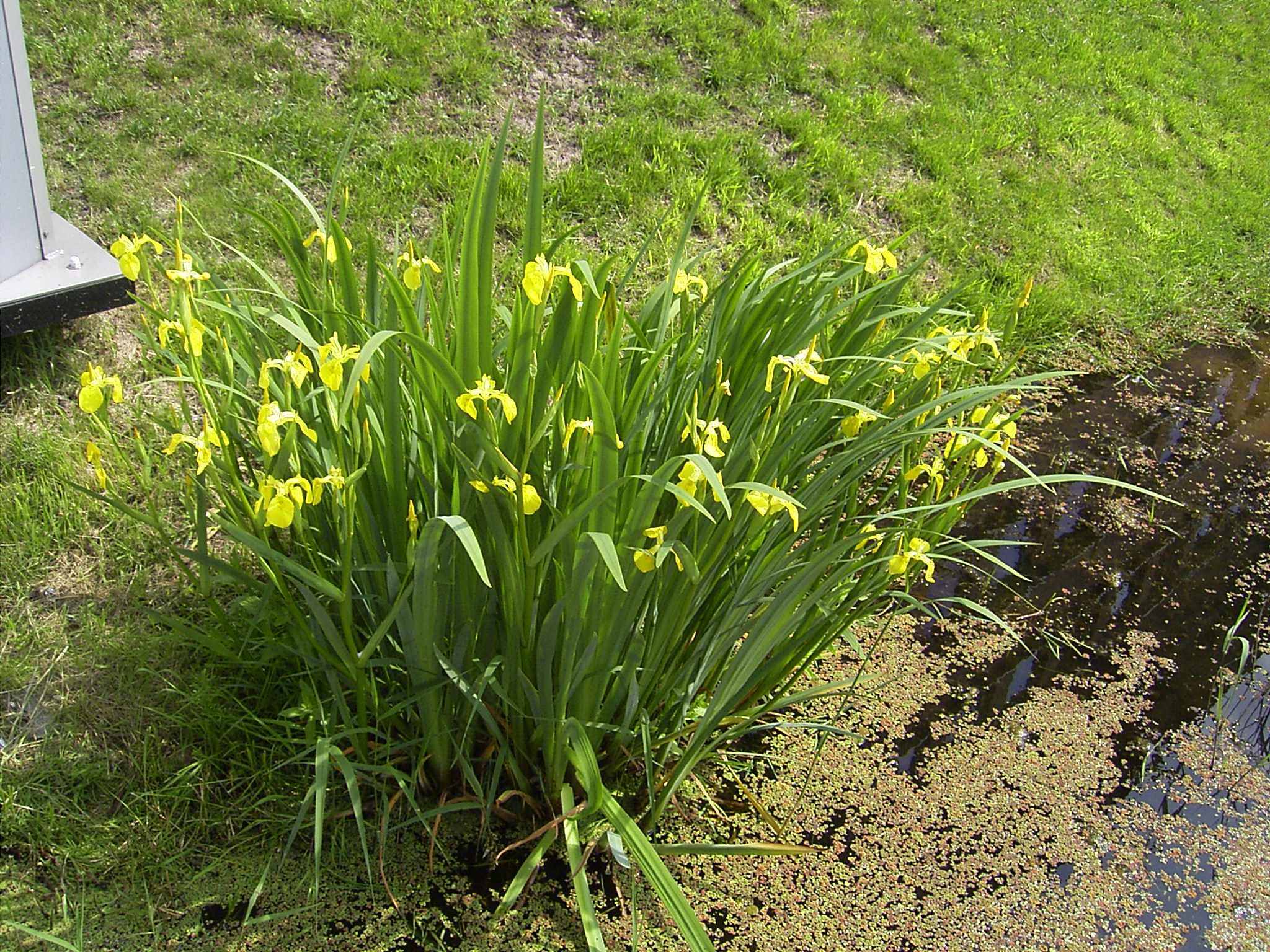
Plant
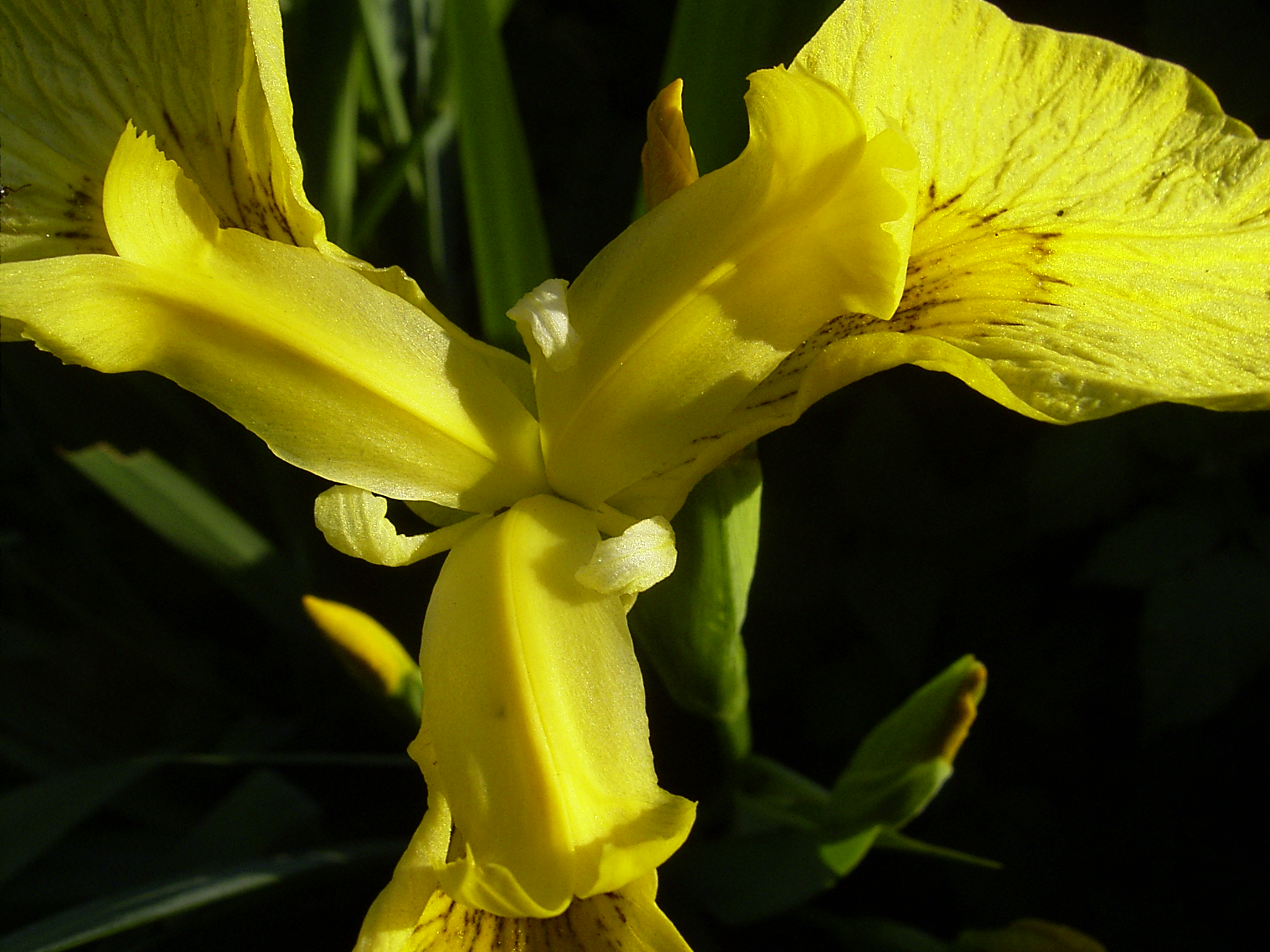
Bloem
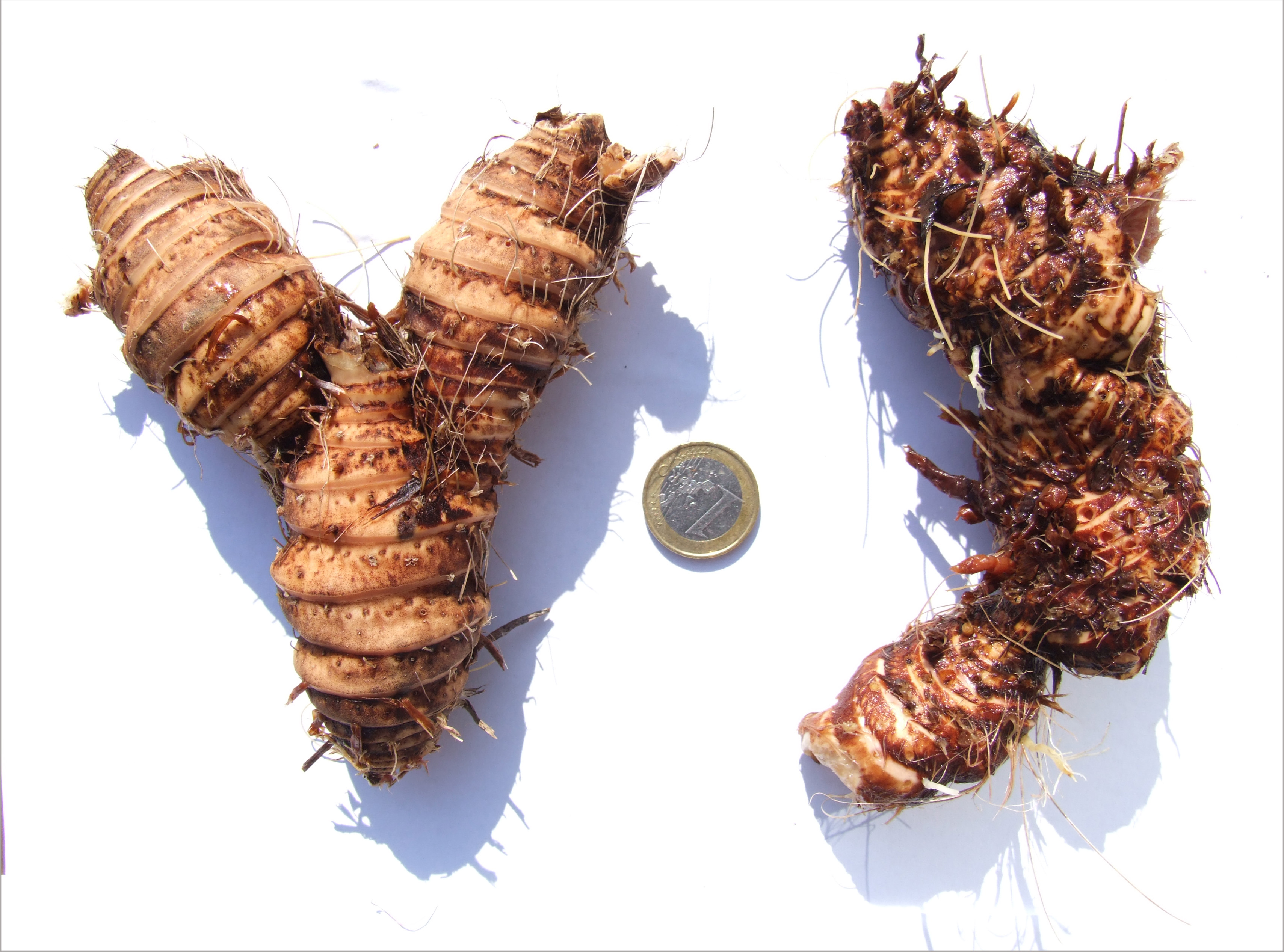
Wortelstok
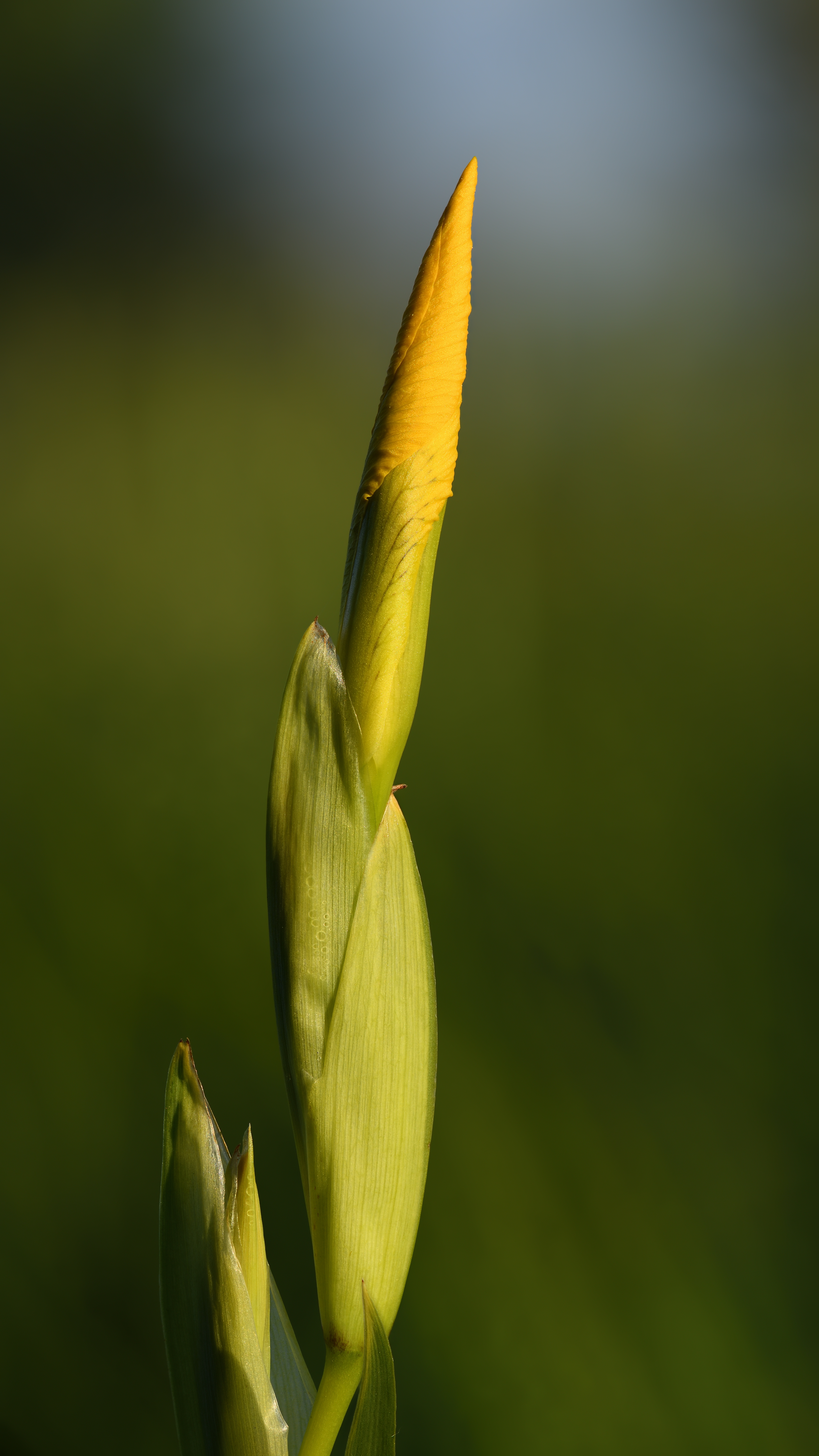
Knop